# Suprêmes (film)
Pour les articles homonymes, voir Suprême.
Pour plus de détails, voir Fiche technique et Distribution.
Suprêmes est un film franco-belge réalisé par Audrey Estrougo et sorti en 2021. Il s'agit d'un film biographique sur le groupe de rap français Suprême NTM. Il s'intéresse à la période allant de la création du groupe en 1988 à leur premier concert au Zénith de Paris en 1992.
Il est présenté hors compétition au festival de Cannes 2021.

## Synopsis
À la fin des années 1980, tandis que la police et des jeunes de cités s'affrontent violemment, certains d'entre eux se tournent vers le rap pour exprimer la colère qui couve dans les banlieues. Parmi eux, deux jeunes originaires de Seine-Saint-Denis, bientôt connus sous les noms de JoeyStarr et Kool Shen, vont créer le groupe Suprême NTM et devenir malgré eux les porte-paroles d'une génération. Leur succès et leur notoriété croissants les mèneront à se produire pour la première fois au Zénith de Paris en 1992,.

## Fiche technique
- Titre original : Suprêmes
- Réalisation : Audrey Estrougo
- Scénario : Audrey Estrougo et Marcia Romano
- Montage : Sophie Reine
- Photographie : Éric Dumont
- Musique originale : Cut Killer
- Production : Philip Boëffard et Christophe Rossignon
- Sociétés de production : Nord-Ouest Films et Artémis Productions
- SOFICA : Cofimage 31
- Distribution : Sony Pictures Releasing France (France)
- Budget : 7,86 millions d'euros
- Pays d'origine :  France,  Belgique
- Genre : biographie, musical, drame
- Durée : 112 minutes
- Dates de sortie :
  - France : 10 juillet 2021 (festival de Cannes - séance spéciale hors compétition)
  - France : 24 novembre 2021

## Distribution
- Théo Christine : Didier Morville « JoeyStarr »
- Sandor Funtek : Bruno Lopes « Kool Shen »
- Félix Lefebvre : Sébastien Farran
- César Chouraqui : Franck Chevalier
- François Neycken : Dom
- Vini Vivarelli : DJ S
- Chloé Lecerf : Virginie « Lady V »
- Nathanaël Beausivoir : Cyril « Ryk »
- Malcolm Veludo : Alexandre « Lazer »
- Rayane Badi : Azid
- Akeem Freitas : Kast
- Zakaria El Baialy : Mehdi
- Matéo Krikorian : Chino
- Muhiddin Abdiaziz : Mode 2
- Lorenzo Da Silva Dasse : Tony
- Tanguy Korkikian : Colt
- Jean-Louis Loca : Jean Morville, père de Didier
- Antoine Gourlier : Mathias « Rockin' Squat »
- Alassane Diong : Solo
- Sébastien Chassagne : l'adjoint au maire de Mantes-la-Jolie

## Production

### Genèse et développement
Dès 2018, Audrey Estrougo est rattachée au projet comme réalisatrice et scénariste, alors qu'un projet de série télévisée sur le groupe est développé en parallèle pour Arte par Katell Quillévéré et Hélier Cisterne. 
Avec ce film, Audrey Estrougo a voulu redorer l'image du rap en France, souvent dénigré et stigmatisé selon elle. C'est après avoir lu l'autobiographie Mauvaise Réputation de JoeyStarr qu'elle a envie de mettre en scène l'histoire du groupe et de rendre hommage à la culture hip-hop :

« Ce sont eux qui l’ont fait naître et transformé en une culture populaire. C’est alors que cette réalité est venue percuter une autre envie : évoquer le versant social et politique de l’histoire du rap. Car les NTM étaient les porte-drapeaux d’une jeunesse, dont ils portaient un message, et quand on met en perspective leurs textes et leur musique, on constate qu'ils sont brûlants d'actualité. Ils avaient l’espoir de faire bouger les lignes avec leur musique, et trente ans après, rien n’a changé. Avec ce film, je voulais aussi raconter trente ans d’abandon des jeunes par les politiques. »

— Audrey Estrougo
Audrey Estrougo rencontre ensuite JoeyStarr pour lui demander l'autorisation de faire un film sur le groupe, ce que lui et Kool Shen avaient toujours refusé auparavant : « Je lui ai expliqué qu’on se demande aujourd’hui pourquoi des gamins partent en Syrie pour apprendre à se faire exploser en France, et que si on avait mieux écouté la génération de Didier et Bruno, dans les années 90, on aurait pu éviter ce désastre. Avec un tel projet, lui ai-je dit, on peut remonter aux racines du mal. » La réalisatrice a ensuite fait un intense travail de recherche pour développer son film : « J’ai interrogé des ingénieurs du son et des régisseurs de concert qui ont eu un contact avec le groupe à l’époque. J’ai démultiplié les pistes, et suis allée fouiller les archives personnelles de Didier pour capter des images. C’était un long travail d’immersion, et il a fallu du temps pour obtenir que mes interlocuteurs s’ouvrent à moi. » Elle coécrit le scénario avec Marcia Romano, qui a tout d'abord refusé le projet car elle n'aime pas du tout le rap, ce qui a curieusement poussé Audrey Estrougo à la convaincre : « Elle était le garant de la fiction en permanence : elle veillait à ce qu’il y ait suffisamment de dramaturgie, en m’alertant sur ma tendance à vouloir parfois faire un film « de cité », car c’est vrai que j’ai, personnellement, un souci du réalisme très ancré. Elle m’a amenée à réfléchir autrement. » À l’origine, le scénario était focalisé sur l’enfance et l’adolescence de JoeyStarr jusqu’à sa rencontre avec Kool Shen. Finalement, Audrey Estrougo a préféré raconter la création de NTM. 
Le film est produit par Nord-Ouest Films et la société belge Artémis Productions, avec le soutien des régions Île-de-France et Auvergne-Rhône-Alpes.

### Attribution des rôles
En juillet 2019, les deux interprètes des rôles principaux sont annoncés : Sandor Funtek et Théo Christine incarneront respectivement Kool Shen et JoeyStarr. Le tournage est alors prévu pour début 2020. Des photographies des deux acteurs en costumes sont dévoilées en juillet 2020, alors que le début des prises de vues est annoncé pour le mois suivant. JoeyStarr et Kool Shen déclarent : « On a rencontré Théo et Sandor, ils sont super motivés et travailleurs ! Et on a confiance en Audrey, avec qui on a travaillé sur le scénario, pour livrer un film fidèle à nos débuts et notre histoire ». Les deux jeunes acteurs seront « embarqués » par le groupe lors d'une tournée à Bruxelles et montent même sur scène avec eux.
Nathanaël Beausivoir, qui incarne ici Cyril alias Ryk, s'est fait connaitre enfant sous le pseudonyme de Nathy, sur le titre Le son qui tue (2004) de Rohff. Il a ensuite collaboré à de nombreuses reprises avec JoeyStarr, notamment pour l'album Caribbean Dandee sorti en 2014.

### Tournage
Le tournage débute en août 2020 (malgré d'éventuelles restrictions liées au Covid-19) et a notamment lieu à Paris et Montreuil, ainsi que dans les départements du Rhône (notamment au CCO de Villeurbanne) et de l'Ain.

### Musique
La musique du film est composée par le DJ Cut Killer. Il a notamment dû recréer les versions instrumentales des chansons du groupe NTM pour certaines scènes de concerts car les masters originaux n'étaient plus disponibles. Il a du faire un intense travail de recherches de samples et de producteurs, le tout avant le début du tournage. Il explique avoir voulu légèrement les modifier tout en gardant le son d'époque :

« Le plus important, c’était qu’en utilisant les moyens techniques actuels, on ait l’impression d’être replongé dans l’époque en écoutant les sonorités. Du coup, je n’ai pas utilisé mon ordinateur avec mon plugin, mais ma vieille machine pour obtenir ce grain d’époque. C’était un vrai bonheur de travailler les instrumentaux en 5.1 en gardant cette base de NTM sans la dénaturer. »

Outre les chansons du Suprême NTM, on peut entendre diverses chansons non originales dans le film :
- The Ghetto de George Benson[13]
- Boogie Oogie Oogie de A Taste of Honey
- Tour de France de Kraftwerk
- It's Like That de Run–DMC
- Salut à Toi de Bérurier noir

## Accueil

### Critique
En France, le film obtient des critiques globalement positives. Il obtient une note moyenne de 3,4⁄5 sur le site Allociné, qui recense 32 titres de presse. Dans  Le Figaro, Olivier Nuc écrit notamment « L'énergie et l’enthousiasme du film sont communicatifs. Une véritable épopée, riche en personnalités hautes en couleur. » Pour Murielle Joudet du Monde « Audrey Estrougo restitue avec justesse l'émergence du groupe de rap emblématique des années 1990 ». Théo Ribeton des Inrockuptibles écrit quant à lui « Il faut bien reconnaître l’intensité et les épaules de ce film qui se limite aux premières années de carrière du groupe et qu’on aurait, on l’avoue volontiers, voulu voir se poursuivre à l’apparition du générique de fin ». Marc Arlin Télé-Loisirs apprécie la prestation des deux acteurs principaux : « Si les partis pris de la réalisatrice Audrey Estrougo ne font pas toujours mouche, les deux comédiens qui incarnent Kool Shen et JoeyStarr (Sandor Funtek et Théo Christine) crèvent littéralement l'écran. » Dans Télérama, Jérémie Couston écrit notamment « Pour circonscrire la légende et canaliser une énergie aussi précoce que féroce, la réalisatrice a la bonne idée de démarrer le film à la création du groupe, en 1988, et de l’achever à leur premier concert au Zénith de Paris, en 1992. »
Du côté des avis négatifs, Frédéric Foubert Première regrette un film biographique trop classique : « C’est la puissance normative du biopic-Wikipédia, et sa déprimante succession de cases à cocher, qui fout tout en l’air ». Thomas Choury du site Critikat regrette que « Suprêmes fait rentrer dans le moule un objet de la culture populaire et le vide de sa substance politique profonde, par omission ou par confusion, pour en faire une baudruche des plus inoffensives ».

### Box-office
| Pays ou région | Box-office      | Date d'arrêt du box-office | Nombre de semaines |
| -------------- | --------------- | -------------------------- | ------------------ |
| France         | 132 689 entrées | 21 décembre 2021           | 4                  |
| Total mondial  | - $             | -                          | -                  |

## Distinction

### Sélection
- Festival de Cannes 2021 : séance de minuit